# Свожиці (Свентокшиське воєводство)
Свожиці (пол. Sworzyce) — село в Польщі, у гміні Конське Конецького повіту Свентокшиського воєводства.
Населення — 239 осіб (2011).
У 1975-1998 роках село належало до Келецького воєводства.

## Демографія
Демографічна структура на день 31 березня 2011 року:
|          | Загалом | Допрацездатний вік | Працездатний вік | Постпрацездатний вік |
| -------- | ------- | ------------------ | ---------------- | -------------------- |
| Чоловіки | 117     | 26                 | 77               | 14                   |
| Жінки    | 122     | 21                 | 69               | 32                   |
| Разом    | 239     | 47                 | 146              | 46                   |